# Saturnia grisea
Saturnia grisea är en fjärilsart som beskrevs av Gschwandner. 1923. Saturnia grisea ingår i släktet Saturnia och familjen påfågelsspinnare. Inga underarter finns listade.